# Міжнародна туристична асоціація геїв і лесбійок
Міжнародна туристична асоціація геїв і лесбійок з англ. The International Gay & Lesbian Travel Association, або скор. IGLTA, - це асоціація, що складається з турагентств, тур-операторів, готелів і гостьових будинків, та інших турбізнесу - пов'язаних підприємств, присвячених геям і лесбі туристам. Він був заснований в 1983 році і базується в місті Форт-Лодердейл, Флорида.
З більш ніж 1500 пов'язаних з туризмом бізнес-членів, IGLTA є найбільшою з таких організацій у світі. 

## Огляд
Міжнародна Gay & Lesbian Travel Association є провідним у світі всесвітньої мережі подорожей, що здійснюється і присвячена об'єднанню і навчанню для ЛГБТ мандрівників і численних фірм, які не тільки вітають, а й підтримують їх на цьому шляху. Члени IGLTA пропонують пакети для вашого ідеального відпочинку на деякі з найбільш вишуканих місць по всьому світу.

## Щорічні з'їзди
Щороку, IGLTA роблять глобальнц конвенції щорічно в іншому місці по всьому світу. Найостанніші конвенції були проведені в Чикаго, Іллінойс (2013) і Мадрид, Іспанія (2014).
Минулі конвенції
- 2014 Мадрид, Іспанія
- 2013 Чикаго, Іллінойс
- 2012 Флоріанополіс, Бразилія
- 2011 Форт-Лодердейл, Флорида
- 2010 Антверпен, Бельгія
- 2009 Торонто, Канада

## Президент
Джон Танзелла є президентом/генеральним директором Міжнародної туристичної асоціації геїв і лесбійок. До приходу в IGLTA, він працював для Delta Air Lines, в DC Convention Bureau Вашингтон, і Кампанії з прав людини. Він народився в штаті Массачусетс, навчався в Університеті Джорджиї, жив протягом трьох років в Італії і в даний час проживає в Південній Флориді.

## Категорії членства
IGLTA має дві категорії членства: 
Загальні клієнти.
- Проживання (готелі, курорти, і для відпочинку)
- Служба бронювання житла
- Авіакомпанія
- Асоціація
- Залучення
- Послуги торгівлі
- Прокат автомобілів
- Казино
- Послуги консьєржа
- Круїзний лайнер
- CVB, Туристичне бюро
- Планувальник подій
- Наземний транспорт
- Інтернет-сервіси
- Маркетинг/Зв'язки з громадськістю/Реклама
- Публікації/Партнери/ Медіа
- Туроператор
- Турагент
- Страхування подорожей
- Весільний координатор
- Вештінг/Гребля

Асоційовані члени
- Художня галерея
- Бар/Нічний клуб/паб
- Торгово-промислова палата/Бізнес Гільдія
- Лікар/Лікар/Спеціаліст
- Розваги
- Фітнес/Клуб здоров'я
- Джентльменський клуб/СПА
- Перукарня
- ЛГБТ Спорт/Культурно подія
- Гордість Організація
- Ресторан
- Покупки/Роздрібна
- Театр/Перформанси
- Університеті/коледжі/Школа

## Управління
IGLTA має Раду директорів, яка здійснює нагляд організацій довгострокового розвитку.